# Przylądek Rakusy

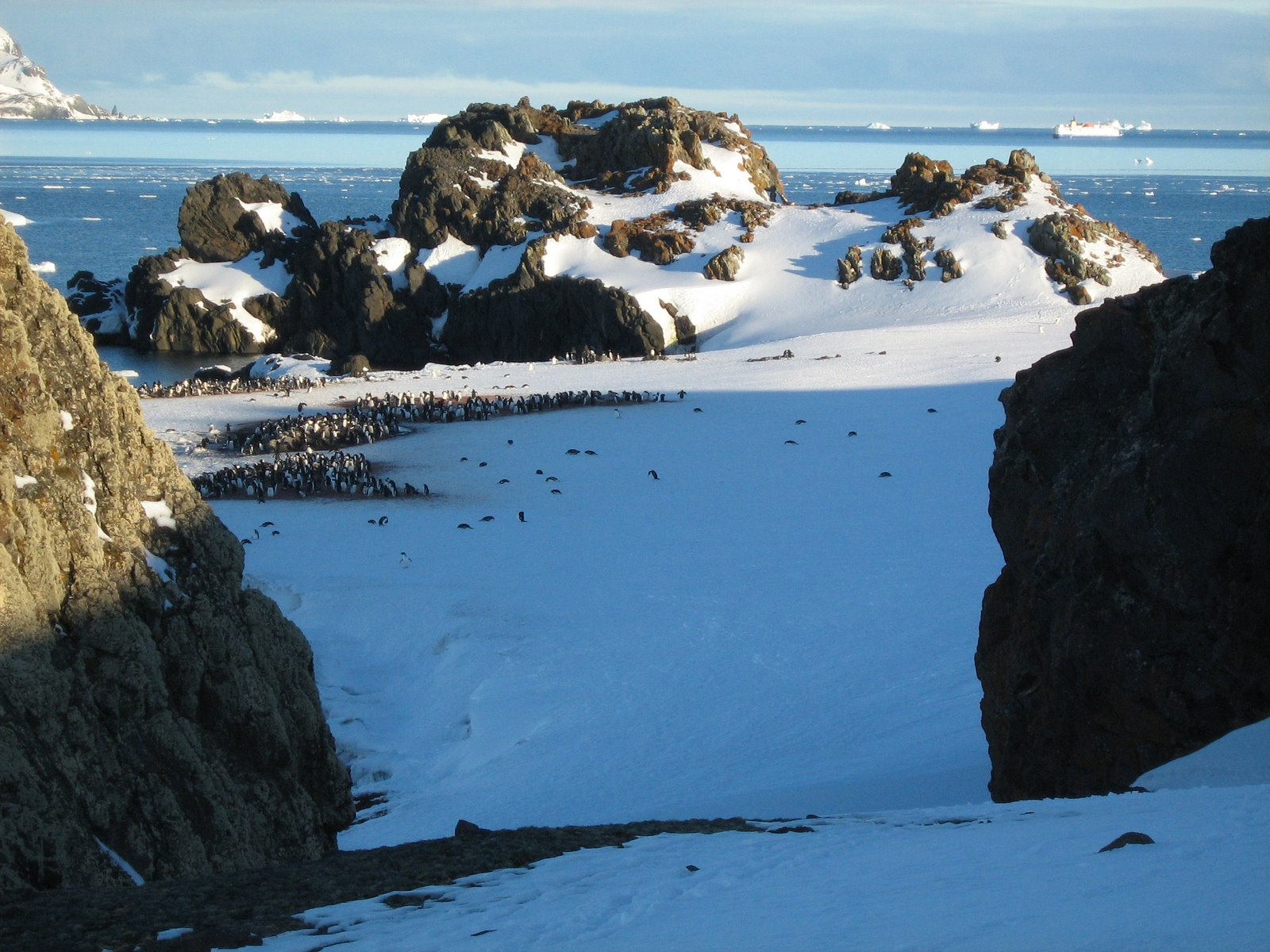
Przylądek Rakusy

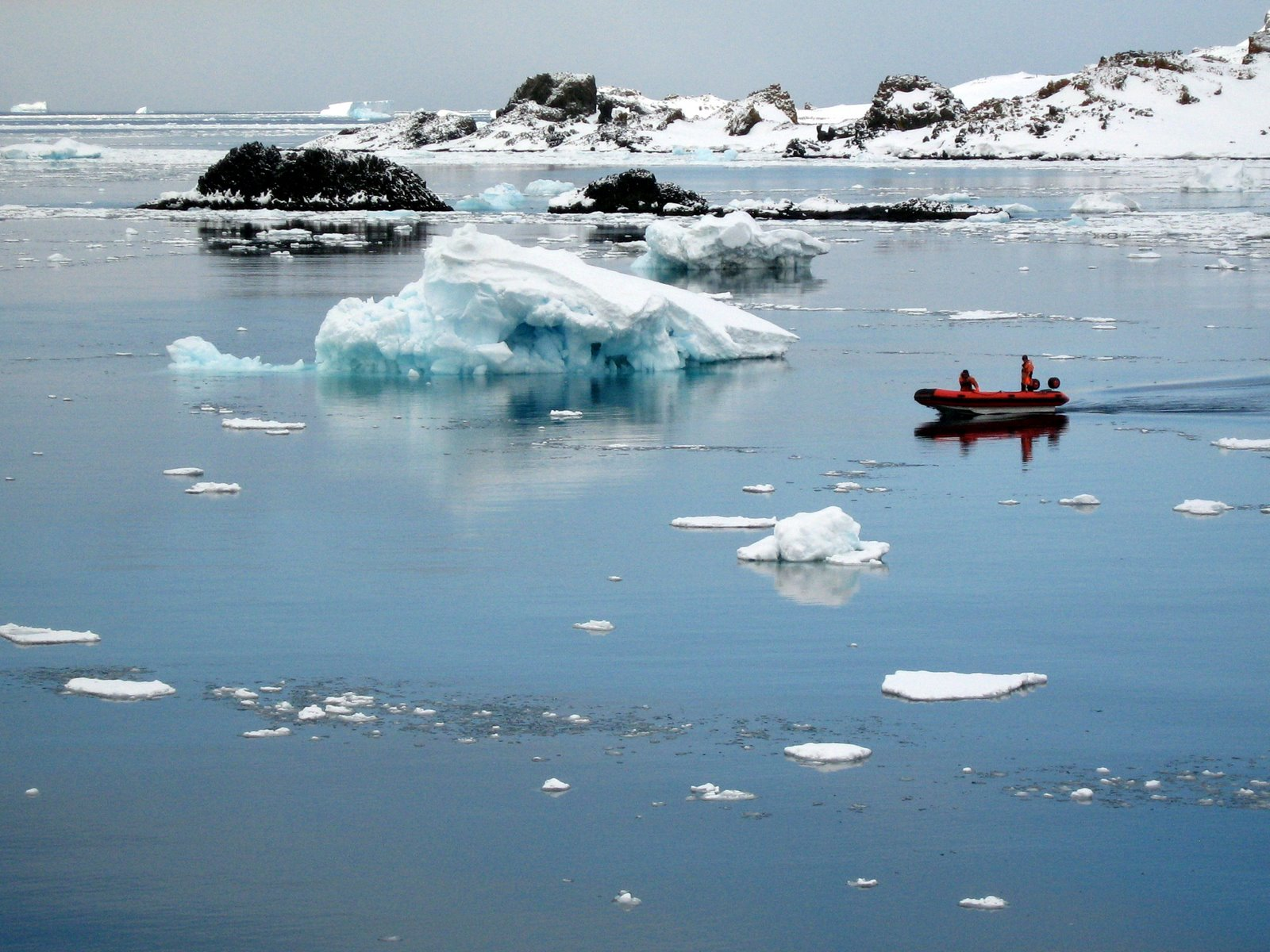
W tle Przylądek Rakusy, na pierwszym planie Przylądek Kormoranów

Przylądek Rakusy (ang. Rakusa Point) - przylądek na Wyspie Króla Jerzego, między Zatoką Półksiężyca a Zatoką Suszczewskiego, na zachodnim brzegu Zatoki Admiralicji. Po zachodniej stronie przylądka rozciąga się łąka Ogrody Jasnorzewskiego. Nazwę nadała w 1980 roku polska ekspedycja naukowa na cześć prof. Stanisława Rakusa-Suszczewskiego, organizatora pobliskiej Stacji Antarktycznej im. H. Arctowskiego. Przylądek wyznacza Północno-wschodni wierzchołek Szczególnie Chronionego Obszaru Antarktyki "Zachodni brzeg Zatoki Admiralicji" (ASPA 128).